# Schweiz i olympiska vinterspelen 1948
Schweiz deltog i olympiska vinterspelen 1948, ett spel som arrangerades i Sankt Moritz, Schweiz . Den schweiziska truppen bestod av 70 idrottare, 59 män och 11 kvinnor.

## Medaljer

### Guld
- Bob
  - Fyra-manna: Felix Endrich och Fritz Waller
- Alpin skidåkning
  - Slalom herrar: Edy Reinalter
  - Störtlopp damer: Hedy Schlunegger

### Silver
- Bob
  - Två-manna: Fritz Feierabend och Paul Eberhard

- Alpin skidåkning
  - Kombinerad herrar: Karl Molitor
  - Slalom damer: Antoinette Meyer

- Konståkning
  - Singel herrar: Hans Gerschwiler

### Brons
- Alpin skidåkning
  - Störtlopp herrar: Karl Molitor och Rolf Olinger delade på medaljen

- Ishockey
  - Herrarnas turnering:Hans Bänninger, Reto Perl, Emil Handschin, Ferdinand Cattini, Hans Cattini, Heinrich Boller, Hans Dürst, Walter Paul Dürst, Bibi Torriani, Gebhard Poltera, Ulrich Poltera, Hans-Martin Trepp, Beat Rüedi, Alfred Bieler, Heini Lohrer, Werner Lohrer, Otto Schubiger

## Trupp
- Alpin skidåkning
  - Karl Molitor
  - Edy Reinalter
  - Hedy Schlunegger
  - Antoinette Meyer
  - Ralph Olinger
  - Olivia Ausoni
  - Rosemarie Bleuer
  - Renée Clerc
  - Karl Gamma
  - Fernand Grosjean
  - Lina Mittner
  - Irène Molitor
  - Adolf Odermatt
  - Georges Schneider
  - Romedi Spada
  - Alfred Stäger
- Backhoppning
  - Andreas Däscher
  - Willi Klopfenstein
  - Fritz Tschannen
  - Hans Zurbriggen
- Bob
  - Felix Endrich
  - Fritz Waller
  - Paul Eberhard
  - Fritz Feierabend
  - Heinrich Angst
  - Franz Kapus
  - Bernhard Schilter
  - Werner Spring
- Hastighetsåkning på skridskor
  - Alfred Altenburger
  - Heinz Hügelshofer
  - Rudolf Kleiner
  - Josef "Sepp" Rogger
  - Hanspeter Vogt
- Längdskidåkning
  - Louis Bourban
  - Karl Bricker
  - Max Müller
  - Edy Schild
  - Robert Zurbriggen
- Längdskidåkning och nordisk kombination
  - Theo Allenbach
  - Gottlieb Perren
  - Niklaus Stump
  - Alfons Supersaxo
- Ishockey
  - Hans Bänninger
  - Fredy Bieler
  - Hanggi Boller
  - Ferdinand Cattini
  - Hans Cattini
  - Hans Dürst
  - Walter Paul Dürst
  - Emil Handschin
  - Heini Lohrer
  - Werner Lohrer
  - Reto Perl
  - Gebhard Poltera
  - Ulrich Poltera
  - Beat Rüedi
  - Otto Schubiger
  - Bibi Torriani
  - Hans-Martin Trepp
- Konståkning
  - Hans Gerschwiler
  - Doris Blanc
  - Karl Enderlin
  - Lotti Höner
  - Maya Hug
  - Hans Kuster
  - Luny Unold
- Skeleton
  - Dialma Baseglia
  - Milo Bigler
  - Christian Fischbacher
  - Gottfried Kägi